# Un homme (biographie)
Pour les articles homonymes, voir Un homme.
Un homme (Un uomo, en italien) est une biographie écrite par l'auteure italienne Oriana Fallaci. Elle raconte la vie de son compagnon, Aléxandros Panagoúlis depuis l'attentat raté du 13 août 1968 visant le chef de la dictature des colonels, Geórgios Papadópoulos, jusqu'à sa mort et les manifestations qui la suivirent, en mai 1976.